# 亨德森山 (懷特島)
亨德森山是南極洲的山峰，位於羅斯群島的懷特島中南部，處於艾索萊申角西北面4公里，由新西蘭的地質測量探險隊命名，現時由南極條約體系管理。
78°11′S 167°20′E / 78.183°S 167.333°E